# Ópiski

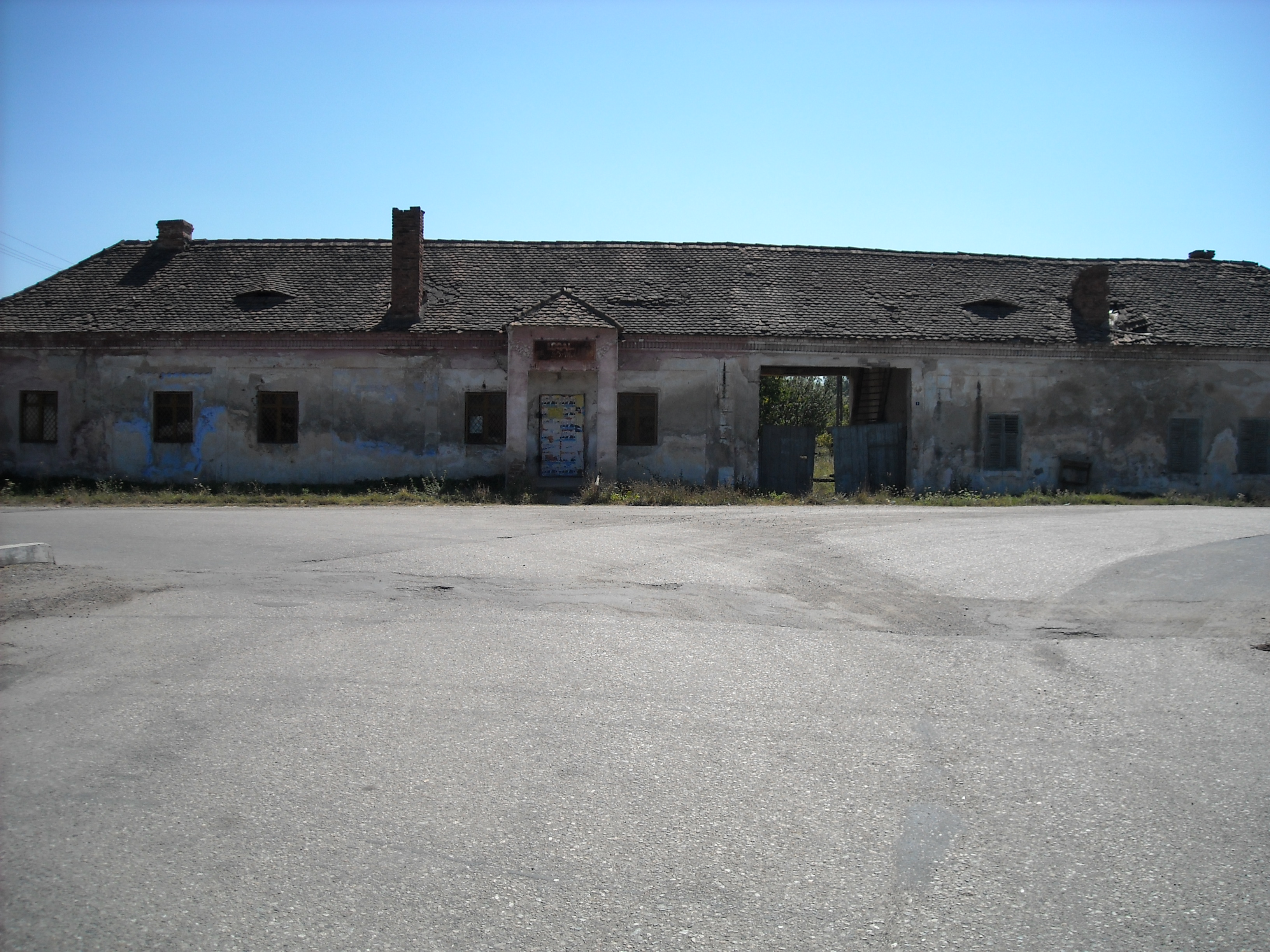
Az egykori piski fogadó elhanyagolt épülete

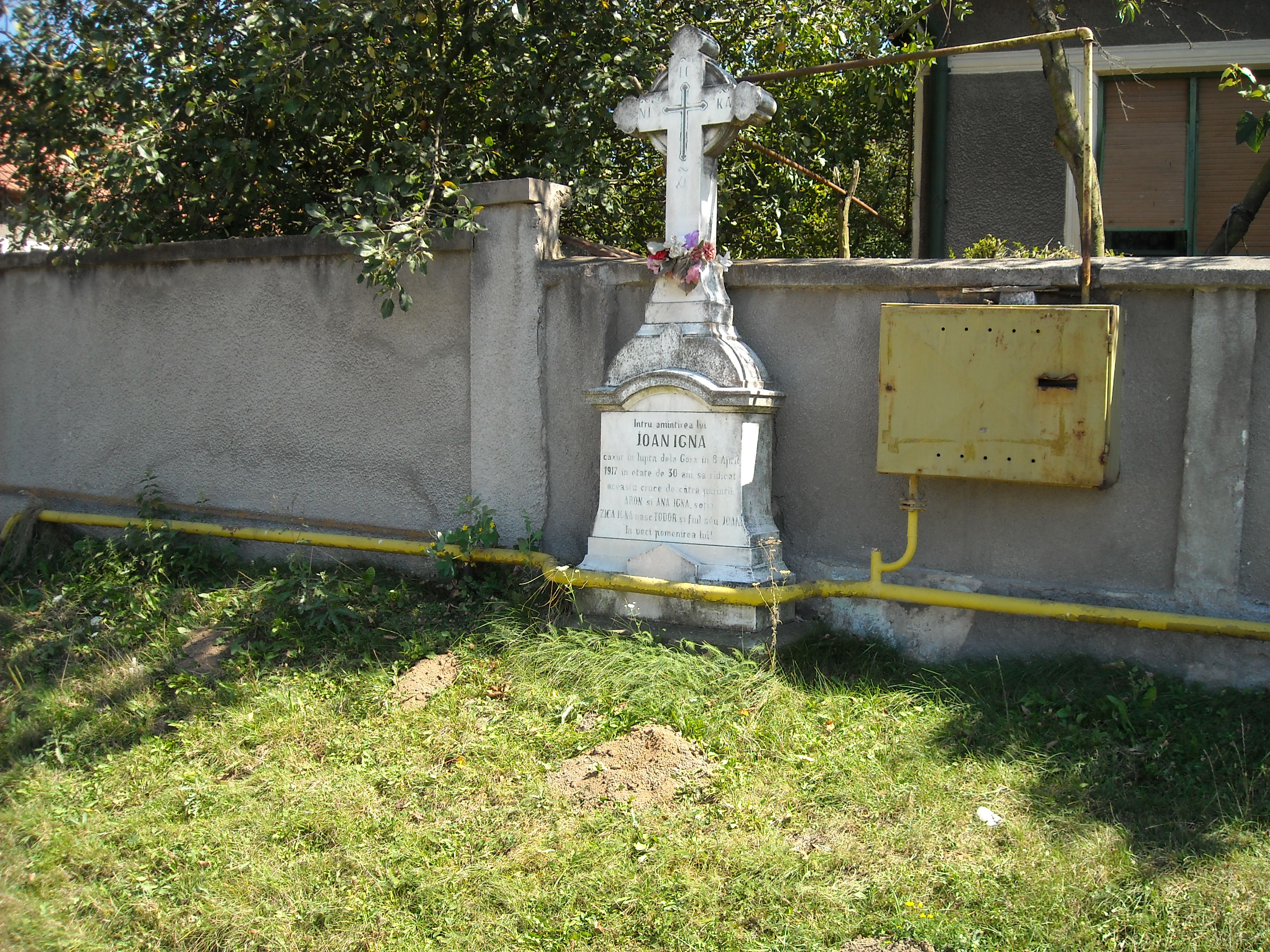
Az 1917 áprilisában Gorica közelében elesett helyi lakos, Ioan Ignă emlékkeresztje

Ópiski (1900-ig Piski, románul: Simeria Veche, korábban Simeria) falu Romániában, Erdélyben, Hunyad megyében.

## Fekvése
Piskitől három kilométerre délkeletre, az E68-as főút mellett, a Sztrigy partján található.

## Nevének eredete
Magyar nevének eredeti formája Püspöki volt, és ebből rövidült le később (1276: Pyspuki, 1341: Pispiky, 1377: Pysky, 1430: Pisky). 1900-ban nevét az akkorra már jóval népesebb Piskitelep kapta, maga pedig a régebbi voltára utaló előtagot. Román neve (1750: Simere) minden valószínűség szerint egy középkori *Szentmária alakra megy vissza, amely templomának védőszentjére utalhatott (vö. Szemerja).

## Története
Nevéhez méltóan eredetileg az erdélyi püspök birtoka volt. 1341-ben Tamás erdélyi vajda elpusztította. A 16. században román jobbágyfalu, református egyháza 1766-ban Bácsi filiája volt. 1733-ban még 42 unitus családot írtak össze, de román lakossága 1760-ra már visszatért az ortodox hithez. A felkelők 1784-ben felprédálták Bánffy György házát, a híd melletti vámházat, Barcsay Lajos és Zsigmond udvarát és kocsmáját és felégették termésüket. 1786-ban 369 lakosának 50%-a jobbágy, 44%-a zsellér. A Bánffy család helyben birtokos ága katolizálása után, 1846-ban a református templomot is katolikussá tette. 1849-ben lerombolták.
A Sztrigy hídja mellett postaállomás és vendégfogadó működött. A stratégiai jelentőségre szert tett híd birtoklásáért folyt 1849. február 9-én Bem és Puchner seregei között a piski csata, Bem erdélyi hadjáratának egyik fordulópontja.
A 20. század elején a híd fölött Paikert Henrik kotrógéppel aranyat mosatott. Ma a Sztrigy partján kempingházak, szórakozóhelyek és sportpályák találhatók. A településen svájci alapítású gyógypedagógiai központ működik.

## Népessége
- 1900-ban 537 lakosából 433 volt román, 73 magyar és 24 cigány anyanyelvű; 453 ortodox, 31 római katolikus, 26 református, 16 görögkatolikus és 11 evangélikus vallású. A lakosság 20%-a tudott írni-olvasni, a nem magyar anyanyelvűek 5%-a beszélt magyarul.
- 2002-ben 457 lakosából 448 volt román nemzetiségű; 430 ortodox és 8 római katolikus vallású.

## Látnivalók
- A mai, 1949-ben épült közúti híd felett néhány lépésre ívelt át a Sztrigyen az egykori fahíd, mellette az 1884-ból való vashíd, amely pilléreinek még látszanak maradványai.[3] A híd után a régi országút mentén az első épületek egyike jobboldalt az egykori fogadó, ahol Bem József megszállt a csata idején.

## Híres emberek
- Itt született 1742. február 2-án Barcsay Ábrahám költő.
- Itt született 1746. december 24-én Bánffy György, Erdély kormányzója.
- Itt halt meg 1810. szeptember 5-én Barcsay László színműfordító és az Erdélyi Játékos Gyűjtemény szerkesztője.